# Philanthinae

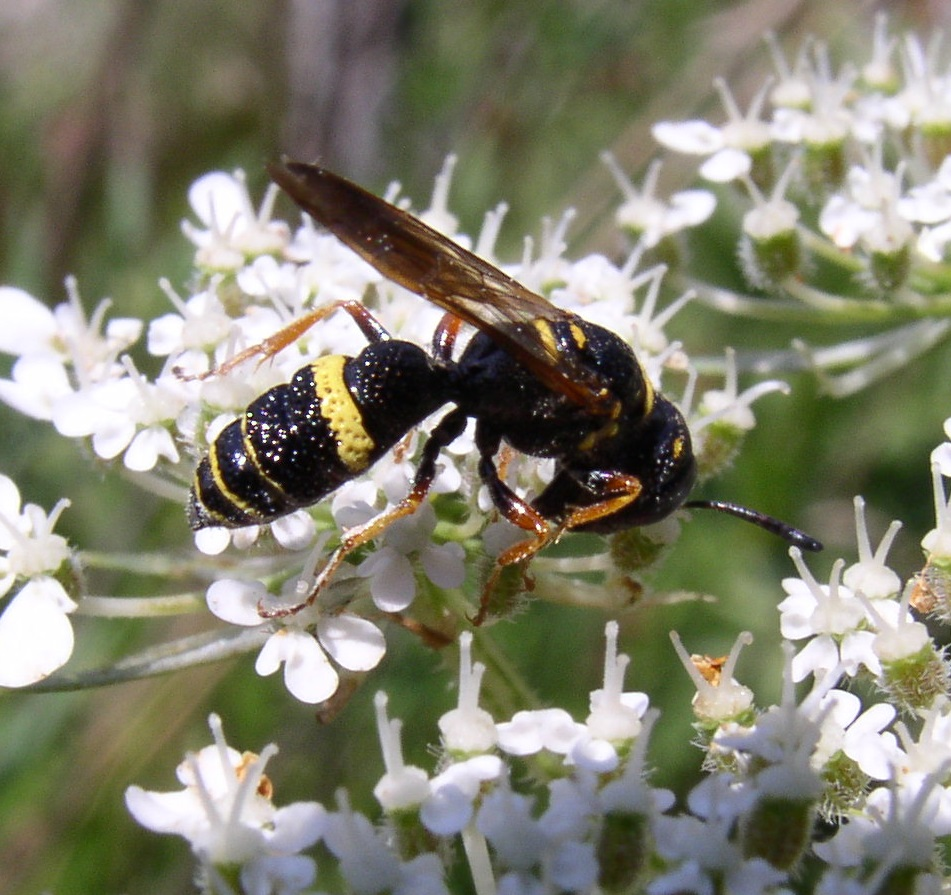
Philanthus gibbosus Pennsylvania. Estados Unidos.

Philanthinae es una subfamilia de avispas de la familia Crabronidae. Tiene alrededor de 1100 especies en 9 géneros, la mayoría en el género Cerceris; Alexander considera que hay solo ocho géneros. A veces se le da la categoría de familia.
Miden 12 a 18 mm. Generalmente son negras con marcas amarillas. Tienen una constricción entre al primer y segundo segmentos abdominales. Hay 1 143 especies en 9 géneros en el mundo.
La subfamilia consiste de avispas solitarias depredadoras. Las hembras construyen un túnel en el suelo para nido. Al igual que otras avispas esfecoides, son carnívoras, las hembras cazan presas y las paralizan; con ellas provisionan el nido antes de depositar un huevo. Cada género se especializa en un tipo de presas: abejas (en Philanthini), hormigas (en Aphilanthopini) o escarabajos (en Cercerini).

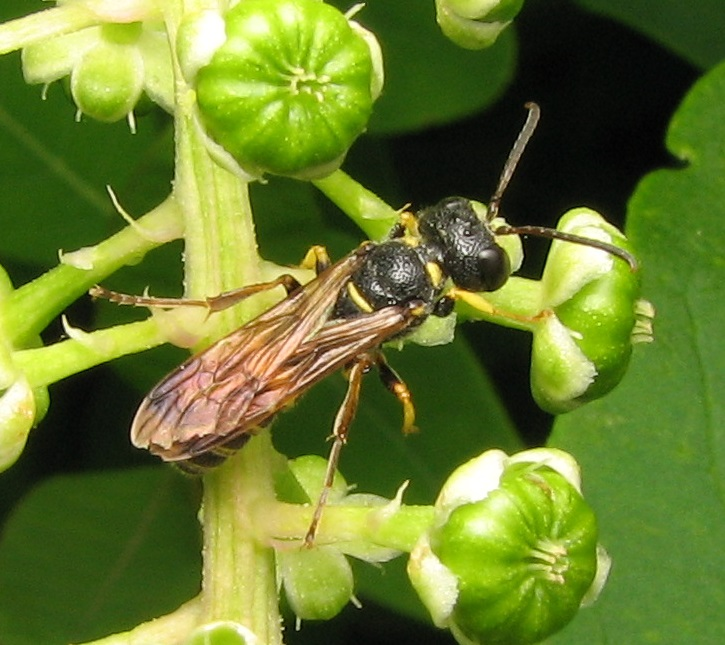
Cerceris sp. macho.